# Peter Flensburg
Fritz Peter Flensburg, född 17 februari 1916 i Hjortsberga församling, Småland, död 9 juni 1997 i Barkåkra församling, Skåne, var en svensk konstnär
Han var son till civilingenjören Peter Flensburg och Gertrud Regina Holmström och från 1943 gift med Ingrid Tonnert.
Flensburg studerade vid Skånska målarskolan i Malmö 1938-1940 och under studieresor till Paris, Nederländerna, Belgien och Danmark. Separat ställde han ut i SDS-hallen i Malmö 1944 och han medverkade i samlingsutställningar med Helsingborgs konstförening på Vikingsberg och på Liljevalchs höstsalong i Stockholm. Hans konst består av suggestiva landskap i gouache och akvarellkonst.